# Даукара
Даука́ра (каз. Дәуқара) — село у складі Айиртауського району Північноказахстанської області Казахстану. Входить до складу Сиримбетського сільського округу, раніше було центром ліквідованої Даукаринської сільської ради.
Населення — 274 особи (2021; 540 у 2009, 767 у 1999, 1035 у 1989).
Національний склад станом на 1989 рік:
- казахи — 100 %.